# Sociedad Nacional de Agricultura
La Sociedad Nacional de Agricultura (SNA) es una organización gremial que reúne a gran parte de los productores, profesionales, asociaciones y federaciones vinculadas a la agricultura y la agroindustria de Chile. Fundada en 1838, es considerada la entidad gremial más antigua de ese país.
Su principal objetivo es velar por los intereses generales del sector agropecuario, representar a los agricultores en la defensa de sus intereses comunes, promover políticas públicas que fomenten la competitividad y el emprendimiento del agro, impulsar la formación y capacitación de capital humano y propender relaciones laborales virtuosas.
Desde su fundación en 1838, la SNA está íntimamente ligada a la derecha y a los principales grupos económicos. Durante el mandato del presidente demócrata cristiano Eduardo Frei Montalva (1964-1970) planteó una resistencia intransigente a la Reforma agraria. La victoria de Salvador Allende en 1970 radicalizó la actuación de la SNA, que se ocupó de dificultar la reforma agraria y supo tejer un potente movimiento social antiallendista de inspiración gremialista.Participó en el paro patronal de 1972 y luego contribuyó a paralizar la economía hasta el golpe de Estado de Augusto Pinochet en septiembre de 1973. La SNA colaboró con la dictadura y algunos de sus dirigentes entraron en el gobierno.

## Historia
La Sociedad Nacional de Agricultura fue fundada el 18 de mayo de 1838 y uno de sus principales impulsores y fundadores fue José Miguel de la Barra, tras haber vivido varios años en Londres y París, reunió a un grupo de selectos intelectuales -Andrés Bello y Manuel de Salas, entre otros- a quienes relataba que el éxito de las empresas se sustentaba en la unión mediante organizaciones gremiales que velen por sus intereses y planteen una postura ante el Estado.
La presidencia de la organización ha sido ocupada por ocho ministros de Estado y dieciséis parlamentarios. Incluso la presidió Ramón Barros Luco, quién luego sería presidente de la República. Otros personajes ilustres como Antonio García Reyes y Benjamín Vicuña Mackenna ocuparon el cargo de secretario General.
A través de su larga historia, la SNA ha impulsado y participado en la creación de importantes instituciones que han cumplido un rol relevante en el desarrollo de la agricultura y del país.
Hitos Históricos
- 1838: José Joaquín Prieto otorga existencia legal a la Sociedad Chilena de Agricultura y Colonización.[6] Electo en mayo, su primer presidente fue el diputado Domingo Eyzaguirre Arechavala. Ese mismo año, se inicia la publicación de El Agricultor que posteriormente se convertiría en la revista El Campesino.
- 1851: Abre la primera Escuela Práctica de Agricultura con 22 alumnos. En esa década, la SNA adopta su nombre actual. Benjamín Vicuña Mackenna asume como Secretario General y redacta sus estatutos.
- 1869: Se inaugura la primera Exposición Agrícola, Ganadera e Internacional, predecesora de la Feria Internacional de Santiago (FISA), en la calle que desde entonces se llamó Exposición.
- 1920: Crea el Instituto Biológico Enrique Matte, dedicado a vacunas y medicamentos pecuarios. Cinco años después funda la primera Estación Experimental Agrícola de Chile en el fundo "La Vega" de Paine.
- 1924: Impulsado por la SNA, se crea el Ministerio de Agricultura. El 17 de noviembre del mismo año es inaugurado el edificio que alberga a la sede de la sociedad, ubicado en la intersección de las calles Agustinas y Tenderini.[7]
- 1936: Se funda la Radio Agricultura, que emite por primera vez el 15 de octubre un discurso del presidente de la época Arturo Alessandri Palma.
- 1953: Nace el informativo El Vocero Agrícola.
- 1967: Se promulga la nueva ley de Reforma Agraria que facilitó la expropiación masiva de predios. La Sociedad se convirtió en un importante bastión de defensa de los agricultores.
- 1977: Se crea la Corporación de Desarrollo Social del Sector Rural (Codesser)
- 1981: Impulsado por el gremio se instituye el Seguro Agrícola. Al año siguiente, Codesser asume la administración de los liceos técnicos agrícolas del Ministerio de Educación.
- 1991: Se firma un convenio en el cual la SNA se compromete al desarrollo y fortalecimiento de los Grupos de Transferencia Tecnológica en el país.
- 2002: La SNA participa activamente en las rondas de negociaciones de los tratados de libre comercio con la Unión Europea y posteriormente con Estados Unidos.
- 2008: El gremio realiza su directorio en la República Popular China como muestra de su fuerte impulso al desarrollo del comercio exterior como motor de crecimiento del país.
- 2019: Ingresa la Corporación Chilena de la Madera (Corma) como socio para contribuir desde el sector de la silvicultura.

## Organización actual
| Cargo                             | Titular                         |
| Presidente                        | Antonio Walker Prieto           |
| 1°. Vicepresidente                | José Miguel Stegmeier Schmidlin |
| 2°. Vicepresidenta                | Carolina Cruz Vargas            |
| Secretario General                | Juan Pablo Matte Fuentes        |
| Directores Nacionales             | Aurelio Montes Baseden          |
|                                   | Gastón Caminondo Vidal          |
|                                   | Juan Carlos Prieto Reyes        |
|                                   | María Inés Figari Barrera       |
|                                   | Recaredo Ossa Balmaceda         |
|                                   | Ricardo Ariztía Tagle           |
| Director Gremial - Fedefruta      | Víctor Catán Dabike             |
| Director Gremial - Fedeleche      | Marcos Winkler Mayer            |
| Director Gremial - Vinos de Chile | Mario Pablo Silva Silva         |
| Director Gremial - Sago           | Adriana Mohr Thöne              |

### Funciones del Directorio
Es el órgano ejecutivo que orienta la acción de la Sociedad. Está compuesto por 13 miembros escogidos por el Consejo Directivo.
El Directorio dicta los reglamentos internos, aprueba las solicitudes de ingreso de nuevos socios y las decisiones que impliquen compromiso patrimonial. Convoca a la Asamblea General de Socios y al Consejo y llama a elección de consejeros.

### Funciones del Secretario General
El Secretario General dirige la marcha administrativa de la Sociedad. Asesora, además, al Presidente, Vicepresidentes y a los órganos directivos de la institución y ejecuta sus decisiones. Procura el funcionamiento y coordinación de las comisiones y actúa como ministro de fe, entre otras funciones.

### Funciones del Consejo Directivo
Es la instancia que fija las políticas generales de la institución. Está conformado por Consejeros honorarios, nacionales, regionales y gremiales.
El Consejo elige al Directorio, propone a la Asamblea General de Socios posibles reformas a los estatutos, designa a los Consejeroshonorarios y se pronuncia sobre la enajenación y gravamen de los bienes raíces de la Sociedad.

### Funciones de la Comisión Consultiva
La Comisión Consultiva es el órgano asesor del Directorio y del Presidente de la Sociedad en todas aquellas materias que se sometan a su consideración. Los informes que emita deberán contar con el voto favorable de la mayoría absoluta de los integrantes que concurran a la sesión correspondiente.

## Lista de presidentes
La sociedad elige anualmente a su presidente. Desde la primera elección en mayo de 1838, los presidentes han sido:
| Periodo | Periodo   | Retrato | Presidente                              | Notas                                                                |
| ------- | --------- | ------- | --------------------------------------- | -------------------------------------------------------------------- |
| 1       | 1838-1839 |         | Domingo Eyzaguirre Arechavala           |                                                                      |
| 2       | 1839-1844 |         | Pedro Nolasco Mena Ramírez              |                                                                      |
| 3       | 1845-1855 |         | José Rafael Larraín Moxó                |                                                                      |
| 4       | 1856-1858 |         | Jerónimo Urmeneta García                |                                                                      |
| 5       | 1869-1870 |         | Álvaro Covarrubias Ortúzar              |                                                                      |
| 6       | 1870-1874 |         | Domingo Bezanilla                       |                                                                      |
| 7       | 1875-1889 |         | José Rafael Larraín Moxó                |                                                                      |
| 8       | 1890-1893 |         | Nataniel Cox Bustillos                  |                                                                      |
| 9       | 1894-1895 |         | Evaristo Sánchez Fontecilla             |                                                                      |
| 10      | 1895-1901 |         | Raimundo Valdés Cuevas                  |                                                                      |
| 11      | 1902-1910 |         | Ramón Barros Luco                       |                                                                      |
| 12      | 1911-1913 |         | Raimundo Larraín Covarrubias            |                                                                      |
| 13      | 1914-1915 |         | Rafael Tagle Jordán                     |                                                                      |
| 14      | 1915-1924 |         | Pedro Ruiz-Tagle García-Huidobro        |                                                                      |
| 15      | 1924-1930 |         | Luis Larraín Prieto                     | Ministro de agricultura (1925-1926)                                  |
| 16      | 1930-1931 |         | Enrique Matte Eyzaguirre                |                                                                      |
| 17      | 1931-1932 |         | Miguel Letelier Espínola                |                                                                      |
| 18      | 1932-1933 |         | Maximiliano Ibáñez Ibáñez               |                                                                      |
| 19      | 1933-1940 |         | Jaime Larraín García-Moreno             |                                                                      |
| 20      | 1940-1941 |         | Benjamín Matte Larraín                  | Ministro de agricultura (1936)                                       |
| 21      | 1941-1943 |         | Máximo Valdés Fontecilla                | Ministro de agricultura (1935-1936)                                  |
| 22      | 1943-1946 |         | Joaquín Echeñique Letelier              |                                                                      |
| 23      | 1946-1953 |         | Máximo Valdés Fontecilla                | Ministro de agricultura (1935-1936)                                  |
| 24      | 1953-1957 |         | Recaredo Ossa Undurraga                 |                                                                      |
| 25      | 1957      |         | Luis Alberto Fernández Larraín          |                                                                      |
| 26      | 1957-1958 |         | Recaredo Ossa Undurraga                 |                                                                      |
| 27      | 1958-1961 |         | Guillermo Noguera Prieto                |                                                                      |
| 28      | 1961-1963 |         | Luis Alberto Fernández Larraín          |                                                                      |
| 29      | 1963-1965 |         | Víctor Braun Page                       |                                                                      |
| 30      | 1965-1967 |         | Luis Larraín Marín                      |                                                                      |
| 31      | 1967-1969 |         | Hugo Zepeda Barrios                     |                                                                      |
| 32      | 1969-1973 |         | Benjamín Matte Guzmán                   |                                                                      |
| 33      | 1973      |         | Máximo Valdés Vial                      |                                                                      |
| 34      | 1973-1977 |         | Alfonso Márquez de la Plata Yrarrázaval | Ministro de agricultura (1978-1980)                                  |
| 35      | 1977-1979 |         | Francisco Bascuñán Ariztía              |                                                                      |
| 36      | 1979-1983 |         | Germán Riesco Zañartu                   |                                                                      |
| 37      | 1983-1987 |         | Manuel Valdés Valdés                    |                                                                      |
| 38      | 1987-1989 |         | José Moreno Aguirre                     |                                                                      |
| 39      | 1989-1993 |         | Jorge Prado Aránguiz                    | Ministro de agricultura (1982-1988)                                  |
| 40      | 1993-1997 |         | Ernesto Correa Gatica                   |                                                                      |
| 41      | 1997-2001 |         | Ricardo Ariztía de Castro               | Alcalde de Alhué (1970-1973) Director Nacional del Indap (2010-2014) |
| 42      | 2001-2005 |         | Andrés Santa Cruz López                 |                                                                      |
| 43      | 2005-2009 |         | Luis Schmidt Montes                     |                                                                      |
| 44      | 2009-2011 |         | Luis Mayol Bouchon                      | Ministro de agricultura (2011-2014)                                  |
| 45      | 2012-2017 |         | Patricio Crespo Ureta                   |                                                                      |
| 46      | 2017-2021 |         | Ricardo Ariztía de Castro               | Alcalde de Alhué (1970-1973) Director Nacional del Indap (2010-2014) |
| 47      | 2021-2023 |         | Cristián Allendes Marín                 |                                                                      |
| 48      | 2023-     |         | Antonio Walker Prieto                   | Ministro de agricultura (2018-2021)                                  |